# Vetenskapsåret 1978

## Händelser

### Antropologi
- 3 april - Thor Heyerdahls vassbåt Tigris förstörs vid en brand utanför Djibouti.[1]

### Arkeologi
- Juli - I början av månaden hittas sju mumier, fem kvinnor och två barn vilka, i en klippreva i norra Grönland. Mumierna uppges vara över 300 år gamla.[1]
- Augusti - I början av månaden påträffas det så kallade Helgeandshuset på Helgeandsholmen i Stockholm.[1]

### Astronomiochrymdfart
- 7 januari - Från Kitt Peak-observatoriet i Tucson meddelas att en mycket ung stjärna, blott cirka 2 000-3 000 år, upptäckts och den döps till Becklin-Neugebauer.[1]
- 8 januari - Västtyska raketbolaget OTRAG meddelas ha skaffat sig en raketbas i Shabaprovinsen i Zaire.[1]
- 11 januari - Sojuz 27, med kosmonauterna Vladimir Janibekov och Oleg Makarov, dockar med Saljut 6.[1]
- 24 januari - Sovjetiska satelliten Kosmos 954 störtar öster om Stora slavsjön i Kanada, och debatten om rymdskrotet förnyas.[1]
- 4 mars - Två sovjetiska kosmonauter, 33-årige Jurij Romanenko och 46-årige Georgij Gretjko, noterar nytt rymdvistelserekord, 96 dagar och 10 timmar.[1]
- 16 mars - De sovjetiska kosmonauterna Jurij Romanenko och Georgij Gretjko återvänder till Kazakiska SSR i Sojuz 27.[1]
- 13 april – Amerikanska vetenskapsmän meddelas ha upptäckt största protuberansen på Solen på fyra år.[1]
- 26 april – Det meddelas att ett jättelikt svart hål upptäckts i stjärnbilden Jungfrun.[1]
- 6 maj – En ny typ av strålning från Vintergatans inre, antimateria, har upptäckts meddelar New York Times.[1]
- 22 juni - Astronomen James W. Christy från USA upptäcker Plutos naturliga satellit Charon.[2]
- 26 augusti-3 september – Sigismund Jähn åker med Sojuz 29 och blir första östtysken i rymden.[1]
- 16 september – En total månförmörkelse kan ses över hela Europa samt delar av Afrika och Asien.[1]
- 20 september - De sovjetiska kosmonauterna Vladimir Kovaljonok och Alexander Ivantjenkov noterar nytt rymdvistelserekord, efter att ha skjutits ut 15 juni 1978.[1]
- 2 november - De sovjetiska kosmonauterna Vladimir Kovaljonok och Alexander Ivantjenkov återvänder till Jorden efter att bland annat ha noterat nytt rymdvistelserekord.[1]
- 15 december - NASA meddelar att fem av deras sex rymdsonder registrerat en tidigare okänd ljuskälla på Venus.[1]
- December - Den amerikanska rymdsonden Pioneer passerar Venus och börjar kartlägga planeten.[3]

### Medicin
- 6 mars - WHO meddelar att det finns 40 miljoner blinda i världen, och 80 & av dem bor i utvecklingsländer.[1]

## Pristagare
- Copleymedaljen: Robert Woodward
- Darwinmedaljen: Guido Pontecorvo
- Davymedaljen: Albert Eschenmoser
- Fieldsmedaljen:  Pierre Deligne, Charles Fefferman, Grigorij Margulis och Daniel Quillen
- Ingenjörsvetenskapsakademien utdelar Axel F. Enströmmedaljen till Nils Gralén och Stora guldmedaljen till Waloddi Weibull
- Nobelpriset: [4]
  - Fysik: Pjotr Kapitsa, Arno Penzias, Robert Woodrow Wilson
  - Kemi: Peter Mitchell
  - Fysiologi/Medicin: Werner Arber, Daniel Nathans, Hamilton O. Smith
- Turingpriset: Robert Floyd
- Wolfpriset:
  - Agrikultur:George Sprague, John C. Walker
  - Fysik: Chien-Shiung Wu
  - Kemi: Carl Djerassi
  - Matematik: Israel Gelfand, Carl Siegel
  - Medicin: George D. Snell, Jean Dausset, Jon J. van Rood
- Wollastonmedaljen: John Tuzo Wilson [5]

## Födda
- 28 maj – Adam Dunkels, svensk datalog.
- 25 juli – Louise Brown, brittiska, världens första provrörsbarn.[1]

## Avlidna
- 7 juni – Ronald Norrish, 80, brittisk kemist, nobelpristagare.
- 29 juli – Umberto Nobile, 93, italiensk polarfarare.[1]
- 24 september – Manne Siegbahn, 91, svensk fysiker, nobelpristagare.[1]
- 11 december – Vincent du Vigneaud, 77, amerikansk biokemist, nobelpristagare.

### Fotnoter
1. 1 2 3 4 5 6 7 8 9 10 11 12 13 14 15 16 17 18 19 20 21   Horisont 1978. Bertmarks
2. ↑  Astronomi, Tom McGowen, 1979
3. ↑  Så funkar rymden, Stuart Atkinson, 1990
4. ↑  ”Nobelpriset”. http://nobelprize.org/nobel_prizes/lists/all/index.html. Läst 10 april 2011.
5. ↑  ”Geological Society”. Arkiverad från originalet den 5 juni 2011. https://web.archive.org/web/20110605102217/http://www.geolsoc.org.uk/gsl/society/history/page750.html. Läst 14 april 2011.